# Encheloclarias prolatus
Encheloclarias prolatus es una especie de pez de la familia Clariidae en el orden de los Siluriformes.

## Morfología
• Los machos pueden llegar alcanzar los 8,6 cm de longitud total.

## Distribución geográfica
Se encuentra al oeste de Sarawak (Borneo, Malasia ).